# ラティラハスヤ
ラティラハスヤ（サンスクリット:  रतिरहस्य ）は、インドの性典の1つ。女性器を蓮の花に例える。また、女性を4タイプに分けて、その性的志向を記す。『カーマ・スートラ』 『アナンガ・ランガ』と並んでインド3大性典のひとつとされる。
- パドミニー（蓮女）- 白い蓮の花のように清楚。
- チトリニー（芸女）- 色々な色の花のように多芸。
- シャンキニー（貝女）- 赤い貝のように淫乱。
- ハスティニー（象女）- 黒い雌象のように大柄。性交相手として避けるべき悪女。